# Alexa Feser
 (janvier 2024).
Si vous disposez d'ouvrages ou d'articles de référence ou si vous connaissez des sites web de qualité traitant du thème abordé ici, merci de compléter l'article en donnant les références utiles à sa vérifiabilité et en les liant à la section « Notes et références ».
Alexa Feser (née le 30 décembre 1979 à Wiesbaden) est une auteure-compositrice-interprète allemande.

## Carrière
Feser commence à jouer du piano à 5 ans, inspirée par son grand-père qui jouait du jazz lors de son émigration aux États-Unis, et écrit ses premières chansons à 13 ans. À 17 ans, elle décide d'être chanteuse professionnelle. Pendant 17 ans, elle finance sa carrière artistique grâce à des emplois à temps partiel comme livreuse des journaux, DJ, hôtesse de salon, serveuse ou hôtesse de l'air.
À partir de 2002, Feser travaille comme chanteuse de studio pour les No Angels, Juliette Schoppmann, Joana Zimmer, Thomas Anders, Ricky Martin, Mike Leon Grosch. Elle se produit en duo avec Montell Jordan lors de concerts tels que la tournée Cover me. Sous le pseudonyme d'Alexa Phazer, avec Steve van Velvet, qui avait travaillé avec Falco, elle enregistre l'album dance Ich gegen ich, sorti le 8 août 2008 chez le label Seven Days Music, après deux singles Ich heirate mich selbst et Hypnotisiert.
La chanson Wir sind hier est publiée sous son vrai nom le 12 septembre 2014 en tant que premier single de son premier album majeur Gold von Morgen, sorti le 26 septembre de la même année dans le label Warner Music. Contrairement à l'album sorti sous le nom d'Alexa Phazer, il atteint la 19e place des ventes en Allemagne et y reste pendant 16 semaines au total.
De février à mars 2015, Feser effectue sa première tournée. Le 5 mars 2015, elle participe au tour préliminaire allemand du Concours Eurovision de la chanson 2015, Unser Song für Österreich, avec les chansons Glück et Das Gold von morgen. Elle atteint le deuxième tour, mais après cela, les téléspectateurs l'éliminent. La chanson Glück sort en avance le 20 février 2015 en tant que deuxième single de l'album. Il se hisse à la 63e place des ventes allemandes et y reste pendant deux semaines. Toujours en février 2015, elle est nommée au niveau national pour le prix Echo dans la catégorie Artiste pop-rock. La chanson Mehr als ein Lied sort le 4 septembre 2015 en tant que troisième et dernier single de l'album. Le même jour, une version de luxe de Gold von Morgen sort, contenant un enregistrement live complet d'un de ses concerts à Berlin.
Le 30 septembre 2016, la chanson Medizin sort en tant que premier single de son deuxième album studio Zwischen den Sekunden. En décembre 2016, une version acoustique de la chanson Mensch unter Mensch paraît. Le deuxième single de l'album, la chanson Wunderfinder, sort le 3 février 2017, un duo avec le rappeur Curse. Wunderfinder atteint la 62e place des ventes autrichiennes des singles. La sortie de la deuxième album studio a lieu le 21 avril 2017 chez Warner Music, comme l'album précédent. Il est troisième des ventes en Allemagne et se classe aussi en Autriche et en Suisse. Le 28 avril 2017, la chaîne de télévision MDR diffuse le documentaire sur Alexa Feser Die Wunderfinderin de Falko Korth. La tournée débute en mai. Le 23 juin 2017, la chanson Leben est la troisième et dernier single. La compilation Zwischen den Sekunden – Am Piano sort le 3 novembre 2017. Il contient dix versions acoustiques de chansons de l'album Zwischen den Sekunden. Pour promouvoir cet album, elle réalise une session acoustique pour la station musicale Deluxe Music.
Feser commence à écrire et à composer de nouvelles chansons pour son prochain album en juillet 2017. Pour ce processus, elle change de lieu de résidence à Berlin afin de proposer de nouvelles idées. Le 11 octobre 2018, Gold reden est le premier single de son troisième album studio A! publié le 10 mai 2019. La chanson 1A est le deuxième single le 1er mars 2019. Le clip, tourné au Japon en décembre 2018, montre Feser et le personnage de Détective Conan, Tōru Amuro. Un clip vidéo est publié pour les chansons Mut et Atari T-Shirt précédemment publiées, que Feser a également enregistrées au Japon. Le 23 avril 2019, la tournée A! commence à Cologne. Lors de cette tournée, elle présente les chansons du nouvel album avant la sortie proprement dite. La chanson Mut sort comme troisième single de l'album le 20 septembre 2019. Le clip de la chanson sort en janvier de la même année.
Le 6 mars 2020, la chanson Nie Sie de Disarstar sort, elle est un duo avec Feser. En raison de la pandémie de COVID-19 en Allemagne, la troisième partie de la tournée A! est annulée. Elle contribue à une partie vocale à la chanson Best of Us du projet musical Wier.
La chanson Optimist sort en single le 26 juin 2020. Pour ce faire, elle réécrit complètement et réarrange la chanson Egoist de Falco avec Steve van Velvet, qui avait déjà contribué à l'original. Optimist est la première publication de Feser pour le label Sony Music. En juillet 2020, elle est dans l'émission ZDF-Fernsehgarten. Le 20 novembre 2020, sort un nouveau single, Minibar.
L’année 2021 a commencé avec la chanson Der stärkste Mann du rappeur Kool Savas, sur laquelle on peut entendre Feser. Le single Einen sort le 16 juillet 2021, suivi du single Fluchtwagen, également en collaboration avec Kool Savas, en septembre de la même année. Le single Air Max sort le 29 octobre 2021. L'album Liebe 404 est annoncé le même mois et paraît le 4 février 2022. La même année, Feser souhaite repartir en tournée, mais celle-ci est reportée au printemps 2023. La chanson titre de l'album sort le 3 décembre 2021, en collaboration avec le rappeur Sero. Pour la sortie de l'album, la chanson Schiebedach, que Feser a enregistrée avec la chanteuse allemande Esther Graf, sort en single. Les singles Memo et Aufstehmensch sortent ensuite.
La chanson 8MilliardenHaus, que Feser a enregistrée avec DopeClass, sort en mai 2022. Un nouveau single, Highscore, sort le 18 novembre 2022. Le single Checkbox sort le 24 février 2023, dans lequel Feser traite de la dépression. Le single Lana Del Rey, nom de la chanteuse américaine sort le 23 juin 2023. Fritten sort en novembre 2023, il est le nouveau single du prochain album Kino dont la sortie est prévue le 15 mars 2024.

## Discographie
Albums
- 2008 : Ich gegen mich (sous le nom d'Alexa Pfazer)
- 2014 : Gold von morgen
- 2017 : Zwischen den Sekunden
- 2019 : 	A!
- 2022 : Liebe 404
- 2024 : Kino